# Хеврін Халаф
Хеврін Халаф (курд. Hevrîn Xelef; 15 листопада 1984 — 12 жовтня 2019) — курдсько-сирійська громадська та політична діячка, виконуюча обов'язків генерального секретаря Партії майбутнього Сирії. За фахом інженер-будівельник. Була вбита протурецькими бойовиками угруповання «Ахрар аш-Шаркия» на автомагістралі М4 у Північній Сирії під час військової операції Туреччини проти Сирійських демократичних сил у Рожаві 12 жовтня 2019 року.

## Біографія
Халаф народилася 15 листопада 1984 року в Аль-Маликиї. Вона є нащадком роду Хавар (араб. هاوار‎). У курдському визвольному русі брали участь четверо її братів і загибла сестра, яку вважають мученицею руху. Халаф закінчила факультет цивільного будівництва в Університеті Алеппо в 2009 .

## Діяльність у Рожаві
Отримавши диплом інженера-будівельника, Халаф повернулася до свого рідного міста в Аль-Малікії. Коли в контексті загальнонаціональної громадянської війни в Сирії розгорівся конфлікт у Рожаві, Халаф працювала над створенням інститутів громадянського суспільства (була серед засновників Фонду науки та свободи думки у 2012 році) й очолила один з економічних рад, здобувши популярність у цьому самоврядному курдському районі на північному сході Сирії.
У 2015 році Халаф стала заступником голови, а в 2016 році — співголовою енергетичної комісії в Джазирійському регіоні. Її Партія майбутнього Сирії брала участь у керуванні північною Сирією після взяття в 2017 році прокурдськими Сирійськими демократичними силами Ракки, яка служила столицею угрупування «Ісламської держави». Халаф брала участь у переговорах зі США, Францією та іншими делегаціями. Вона була відома своїми дипломатичними навичками . Халаф працювала у напрямку підвищення терпимості та єдності між християнами, арабами та курдами .

## Вбивство
13 жовтня 2019 року газета The Daily Telegraph повідомила про повідомлення курдських чиновників про те, що бойовики перехопили автомобіль із Хеврін Халаф. Вона стала однією з багатьох цивільних, убитих у перші дні військової операції, яку Туреччина розпочала 9 жовтня 2019 року. Сирійський центр моніторингу за дотриманням прав людини повідомив про дев'ятьох цивільних осіб, страчених на південь від міста Таль-Абьяд. Однак Сирійська національна армія, повстанська угруповання місцевої опозиції, яка воює на боці Туреччини, відкинула свою відповідальність за вбивство.
Згідно з висновком судово-медичної експертизи, Халаф була побита по голові та лівій нозі важким предметом, що призвело до множинних переломів. Її ноги потім поранили гострими предметами, а її саму протягли за волосся, знову поранили в голову і ще чотири рази на груди . Халаф було 34 роки на момент загибелі . Відео, яке поширювалося в соціальних мережах, нібито демонструвало машину, побиту кулями, в якій їхали Халаф і перекладачі.
Курдський аналітик Мутлу Чівіроглу в коментарі The Guardian назвав смерть Халаф «великою втратою», відзначаючи її «талант до дипломатії» . Партія майбутнього Сирії з великою обурою та сумом оплакує мученицьку смерть інженера Хеврін Халаф, генерального секретаря ПБС, яка виконувала свої патріотичні та політичні обов'язки. Турецька проурядова газета Yeni Şafak вітала вбивство Халаф як «успішну операцію з нейтралізації» політичного лідера, пов'язаного з курдським Демократичним союзом Сирії .

## Розслідування
Відео " Беллінгкат " відслідковує смерть Халаф від рук повстанців, які підтримує Туреччина, і вказує на зв'язок із вбивством угруповання Ахрар аш-Шаркія . Хоча вона намагалася заперечувати свою причетність, кілька відеозаписів говорили про протилежне: на одній з них зафіксоване тіло, повернене обличчям донизу, яке, як вважається, належить Халаф, і бойовик, який штовхає його ногами зі словами: «Це трупи свиней».
За оцінкою The Washington Post, вбивство «за міжнародним правом майже напевно є військовим злочином».
Похорони Халаф відбулися в Аль-Маликиї 14 жовтня 2019 року.
У січні 2020 року арабська служба BBC опублікувала своє розслідування смерті Хеврин Халаф, в результаті якого було підтверджено, що її безкарно вбила підрозділ турецьких проксі з Сирійської національної армії, Ахрар аль-Шаркия. У свою чергу, вони заявили, що група, яка встановила блокпост на трасі, зробила це без дозволу, а «ті, хто порушив накази керівництва, були відправлені до суду».